# Helt apropå
Helt apropå var en svensk humorgrupp bestående av Elizabeth Banke, Fritte Friberg, Cecilia Haglund, Kryddan Peterson, Stellan Sundahl och Lotta Thorell. Man gjorde en TV-serie med samma namn‚ som sändes i SVT mellan 1985 och 1992.
Serien visades en gång i veckan och spelades in samma vecka som de sändes. TV-serien bestod av korta sketcher i nyhetsformat, där gruppen gjorde satir över bland annat svensk och internationell politik, och andra aktuella händelser. I programmet återkom ett antal karaktärer, speciellt parodier av politiker, som exempelvis statsministern Ingvar Carlsson i form av en sko och Kryddan Peterson i rollen som Birgitta Dahl.
Gruppen gjorde även ett längre program på engelska om Nobelpriset som hette The Prize. Programmet sändes den 16 maj 1987 och gjordes för att delta i TV-festivalen i Montreux där den tilldelades Guldrosen för bästa program.
När serien lades ner gav SVT ut en Helt Apropå-skiva som hette "Slagdängor 1985-1992".
Vid Lunds humorfestival 2010 återförenades tre av medlemmarna – Peterson, Friberg och Thorell – för en jubileumsföreställning med anledning av gruppens 25-årsjubileum.
Den 10 januari 2011 sände SVT tillbakablicksprogrammet Helt Apropå 25 år som innehöll klipp från TV-serien samt intervjuer med skådespelarna.
Sedan 2014 finns utvalda avsnitt i sin helhet på SVT:s Öppet arkiv.

## Imitatörer och imitationer (urval)
- Stellan Sundahl – Margaret Thatcher, George Bush, Sten Andersson, Allan Larsson, Erik Penser, ÖB Bengt Gustafsson, Bo Toresson, Staffan Ling, Björn Borg och Ian Wachtmeister.
- Kryddan Peterson  – Birgitta Dahl, Yassir Arafat, Saddam Hussein, Per Ahlmark, Jerry Williams och Bert Karlsson.
- Fritte Friberg  – Michail Gorbatjov, Olof Johansson, Roine Carlsson, Kjell-Olof Feldt, Lars Engqvist, Norman Schwarzkopf, Sam Nilsson, Carl Lidbom , Per Gessle och Stig Malm.
- Lotta Thorell – Gertrud Sigurdsen och Laila Freivalds.[4]